# エリック・サンコ
エリック・サンコ（Erik Sanko、1963年9月27日 - ）は、ニューヨークのベーシストであり、ラウンジ・リザーズで演奏し、現在スケルトン・キーで活動している。

## 略歴
過去には、マーク・リボー、ジョン・ケイル、オノ・ヨーコ、スザンヌ・ヴェガ、ジム・キャロル、ギャヴィン・フライデー、ゼイ・マイト・ビー・ジャイアンツ、メルヴィンズ、ジェームス・チャンス・アンド・ザ・コントーションズ、ダニー・エルフマン、クロノス・クァルテット、イーノンやスリーピータイム・ゴリラ・ミュージアムのメンバーたちといった著名なミュージシャンと仕事を行ってきた。
ミュージシャンであることに加えて、彼はマリオネットを作成するヴィジュアル・アーティストでもある。エリック・サンコは結婚しており、ヴィジュアル・アーティスト/セット・デザイナー/ディレクターのジェシカ・グリンドスタッフ (Jessica Grindstaff)と協力している。彼の作品は、「ヴィレッジ・ヴォイス」紙や「ニューヨーク・タイムズ」紙でレビューされている。2007年に、彼はジェシカ・グリンドスタッフと共に、エリックが主に作曲家および操り人形メーカーを担当するマルチメディア・ベースの劇場を運営する会社としてファントム・リムを設立した。

## ディスコグラフィ

### ソロ・アルバム
- Past Imperfect, Present Tense (2001年、Jetset Records)
- Puppet Boy (2016年)

### 参加アルバム
ジョン・ケイル
- Antártida (1995年)
- 『ウォーキング・オン・ローカスツ』 - Walking on Locusts (1996年)
- 『ホウボウサピエンス』 - HoboSapiens (2003年)
- Extra Playful (2011年)
- Shifty Adventures in Nookie Wood (2012年)

ジム・キャロル
- Pools of Mercury (1998年)

アンナ・ドミノ
- 『ミステリーズ・オブ・アメリカ』 - Mysteries of America (1990年)

ザ・ファータイル・クレセント
- 『ザ・ファータイル・クレセント』 - The Fertile Crescent (1992年)

ギャヴィン・フライデー
- Adam 'n' Eve (1992年)
- Shag Tobacco (1996年)

ラウンジ・リザーズ
- 『ビッグ・ハート (ライブ・イン・東京)』 - Big Heart: Live in Tokyo (1986年)
- 『ノー・ペイン・フォー・ケークス』 - No Pain for Cakes (1987年)
- 『ヴォイス・オブ・チャンク』 - Voice of Chunk (1988年)
- Queen of all Ears (1998年)

ジョン・ルーリー
- Fishing with John (1998年)
- Legendary Marvin Pontiac (2000年)

モノ・パフ
- Unsupervised (1996年)

セイゲン・オノ
- 『ネコノトピア・ネコノマニア』 - Nekono Topia Nekono Mania (1990年) ※小野誠彦名義

ヨーコ・オノ
- 『ブループリント・フォー・ア・サンライズ』 - Blueprint for a Sunrise (2001年)

スケルトン・キー
- Skeleton Key (1996年) ※EP
- 『ファンタスティック・スパイクス・スルー・バルーン』 - Fantastic Spikes Through Balloon (1997年)
- Obtainium (2002年)
- Gravity is the Enemy (2011年)

ゼイ・マイト・ビー・ジャイアンツ
- 『シビア・タイヤ・ダメージ』 - Severe Tire Damage (1998年)
- Live (1999年)
- A User's Guide to They Might Be Giants (2005年)

スザンヌ・ヴェガ
- 『夢紡ぎ』 - Days of Open Hand (1990年)

ジョン・ウェイト
- Temple Bar (1995年)